# Our colorful days
 (novembre 2024).
Si vous disposez d'ouvrages ou d'articles de référence ou si vous connaissez des sites web de qualité traitant du thème abordé ici, merci de compléter l'article en donnant les références utiles à sa vérifiabilité et en les liant à la section « Notes et références ».
En pratique : Quelles sources sont attendues ? Comment ajouter mes sources ?
Our Colorful Days (japonais 僕らの色彩, Bokura no Shikisai, litt. « Nos Couleurs » ) est une série de manga japonaise écrite et illustrée par Gengoroh Tagame. Elle a été sérialisée dans le magazine Monthly Action de Futabasha de mars 2018 à mai 2020 et a été rassemblé en trois volumes, publié en France par Akata. Our Colors (僕らの色彩, Bokura no Shikisai) est le deuxième manga de Tagame pour le grand public, après sa série 2014 Le Mari de mon frère.

## Synopsis
La série suit Sora Itoda, un élève de deuxième année de lycée, qui se sent rejeté par l'homophobie de ses pairs et par la pression de devoir passer pour un hétérosexuel. Un jour, Sora rencontre un homme plus âgé qui dirige un café, et apprend que cet homme est aussi gay. La série suit l'amitié entre les générations qui se forme entre Sora et l'homme, et le mentorat que l'homme fournit à Sora sur les problèmes auxquels il est confronté.

## Production
Gengoroh Tagame, le créateur de la série, est connu pour créer et illustrer des mangas homoérotiques pour adultes, mais il a commencé à créer du contenu tous publics en 2014 avec sa série de mangas Le Mari de mon frère.

## Sortie
Our Colors a été annoncé en février 2018 par l'éditeur Futabasha dans le magazine Monthly Action et a commencé sa sérialisation dans Monthly Action le 24 mars 2018. Son dernier chapitre a été publié dans le numéro de juillet de Monthly Action le 25 mai 2020. La série a été rassemblée en trois volumes tankōbon publiés par Futabasha.
Une traduction en anglais de Our Colors a été publiée par Pantheon Books en une seule édition omnibus le 21 juin 2022. Au niveau international, la série est publiée en France sous le titre Our Colorful Days par Akata Éditions, et publiée en Allemagne sous le titre Unsere Farben par Carlsen.